# Bärlapppflanzen
Die Bärlapppflanzen (Lycopodiopsida) sind eine Klasse von Gefäßpflanzen. Sie besteht rezent aus drei Familien mit krautigen Vertretern. Im Zeitalter des Karbon dominierten baumförmige Vertreter weite Gebiete der heute auf der Nordhalbkugel befindlichen Kontinente, sie waren die Grundlage für die heutigen Steinkohlevorkommen in diesen Gebieten.

## Merkmale
Wie auch bei den anderen Gefäßpflanzen ist hier der Sporophyt die dominierende Generation. Der Sporophyt ist meist gabelig (dichotom) verzweigt. Die Sprossachsen tragen einfache, nicht gegliederte Blätter, die klein und schmal sind (Mikrophylle). Vom Habitus ähneln die Bärlappe den Moosen, sind mit diesen jedoch nicht näher verwandt als die anderen Gefäßpflanzen auch. Die heutigen Vertreter sind in der Regel klein und krautig, unter den fossilen Vertretern waren aber auch 40 Meter hohe Bäume.
Die Sporangien stehen einzeln in den Achseln oder am Grund von Blättern (Sporophylle). Die Sporophylle stehen meist am Ende von Sprossabschnitten zu Sporophyllständen („Blüte“) vereinigt. Ausnahmen gibt es bei einigen fossilen Gruppen. Die meisten Gruppen sind isospor, sie bilden also nur gleich große Sporen aus. Einige Gruppen, die Moosfarne und Isoetales, sind heterospor, bilden also große weibliche und kleine männliche Sporen aus. Die Spermatozoiden sind in der Regel zweigeißelig, ein Unterscheidungsmerkmal zu den Farnen, der anderen Gruppe von Gefäßsporenpflanzen. Einzig Isoetes besitzt vielgeißelige Spermatozoiden.

## Systematik

### Äußere Systematik
Die Bärlapppflanzen sind die Schwestergruppe aller anderen Gefäßpflanzen, die Farne sind demnach näher mit den Samenpflanzen verwandt als mit den Bärlapppflanzen:
|  | Bärlappartige (Lycopodiales)                                                                        |
|  | |
|  | \| \| Brachsenkrautartige (Isoetales) \| \| \| \| \| \| Moosfarnartige (Selaginellales) \| \| \| \| |
|  | |
|  | Brachsenkrautartige (Isoetales)                                                                     |
|  | |
|  | Moosfarnartige (Selaginellales)                                                                     |
|  | |

|  | Brachsenkrautartige (Isoetales) |
|  |                                 |
|  | Moosfarnartige (Selaginellales) |
|  |                                 |

|  | Farne („Monilophyta“)         |
|  |                               |
|  | Samenpflanzen (Spermatophyta) |
|  |                               |

|  | Bärlappartige (Lycopodiales)                                                                        |
|  | |
|  | \| \| Brachsenkrautartige (Isoetales) \| \| \| \| \| \| Moosfarnartige (Selaginellales) \| \| \| \| |
|  | |
|  | Brachsenkrautartige (Isoetales)                                                                     |
|  | |
|  | Moosfarnartige (Selaginellales)                                                                     |
|  | |

|  | Brachsenkrautartige (Isoetales) |
|  |                                 |
|  | Moosfarnartige (Selaginellales) |
|  |                                 |

|  | Farne („Monilophyta“)         |
|  |                               |
|  | Samenpflanzen (Spermatophyta) |
|  |                               |

### Innere Systematik
Die rezenten Vertreter der Klasse werden in drei Ordnungen gegliedert, zu der rezent jeweils nur eine Familie gehört:
1. Lycopodiales mit den Bärlappgewächsen (Lycopodiaceae).
2. Isoetales mit den Brachsenkrautgewächsen (Isoetaceae).
3. Selaginellales mit den Moosfarngewächsen (Selaginellaceae).

Daneben gibt es vier Ordnungen ausgestorbener Bärlapppflanzen:
- Drepanophycales
- Protolepidodendrales
- Lepidodendrales, etwa mit den Schuppenbäumen.
- Pleuromeiales

## Paläobotanik

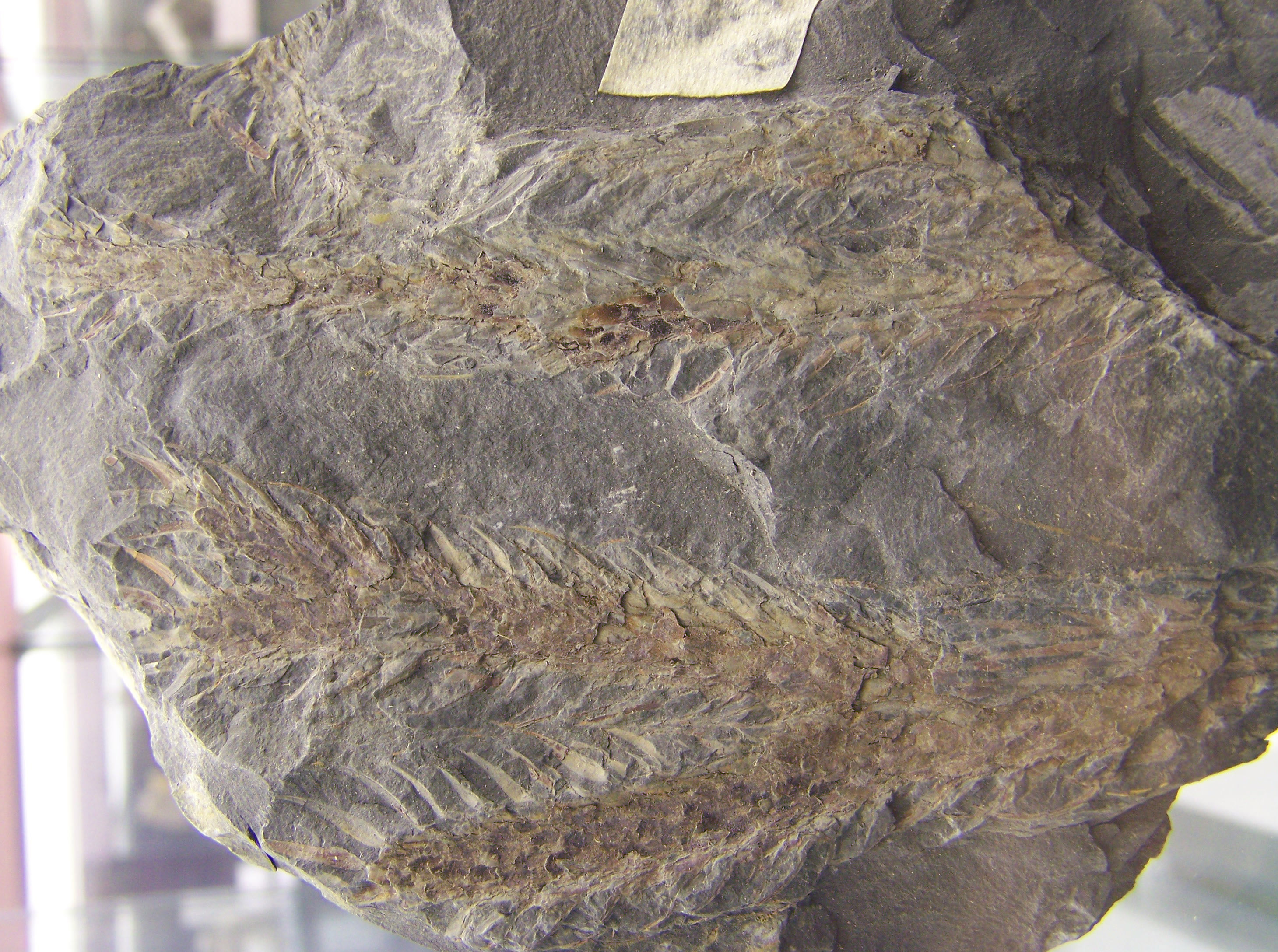
Versteinerung des Schuppenbaums Lepidodendron lycopodioides, gefunden am Piesberg in Niedersachsen

Die ältesten Vertreter der Bärlapppflanzen sind seit dem Silur bekannt, ab dem mittleren Devon lösten sie zusammen mit den Calamiten die Psilophyten als vorherrschende Gruppe ab. Bei den ursprünglichen Vertretern waren die Blätter und die Sporophylle noch gabelig. Einige baumartige Vertreter gehören zu den Hauptvertretern der Steinkohlenwälder des Karbons. Im Karbon hatten die Bärlapppflanzen ihre größte Mannigfaltigkeit, besonders in der Ordnung Lepidodendrales mit den „Schuppenbäumen“ der Familien Lepidodendraceae und Diaphorodendraceae, und den „Siegelbäumen“ (in der Familie Sigillariaceae). Einige baumförmige Arten reichen noch ins Rotliegend, seitdem gibt es nur mehr krautige Vertreter.

## Belege und weiterführende Informationen